# Mall Parque Arauco
El Mall Parque Arauco es un centro comercial ubicado entre la Avenida Kennedy y la calle Cerro Colorado, en la comuna de Las Condes, en la ciudad de Santiago, Chile.
Inaugurado en 1982, es uno de los primeros centros comerciales de sus características de Chile y cuenta con 119.000 m² de área construida en 2023.

## Historia

### Orígenes
El mall tiene su origen en los terrenos del fundo San Luis, un gran sitio eriazo, abandonado desde el fallecimiento de su dueña en los años 1930 y rodeado de sectores residenciales de clase media y media-alta. Luego de ser expropiados los terrenos durante el gobierno de Eduardo Frei Montalva, se planearon políticas urbanas en el nuevo "Barrio Modelo Parque San Luis", que incluían torres de edificios, un centro cívico, espacios de entretención, la nueva sede de la municipalidad de Las Condes y un parque lineal (hoy el Parque Araucano y el Parque Juan Pablo II).
Durante el gobierno de Salvador Allende, el proyecto se reformuló bajo el nombre Villa Compañero Ministro Carlos Cortés. En 1972, el desarrollo de la zona más al norte del proyecto fue suspendida y, tras el golpe de Estado que derrocó a Allende, quedó baldía.
En 1979, Thomas Fürst y la familia Said, junto con los arquitectos Jaime Bendersky y Juan Luis Brunetti y una firma de inversionistas brasileños, compraron el tercio norte del terreno. Conocedores del proyecto anterior, adaptaron el proyecto coincidiendo que debía ser un polo de desarrollo urbano que implicaba un centro comercial con dos tiendas ancla, centros culturales, hoteles y 19 edificios de departamentos. Fue la más grande inversión internacional hecha en Chile hasta ese momento.
Inicialmente, el centro comercial era propiedad de Cocentral (Compañía de Centros Comerciales S.A.), la cual estaba constituida por:
- Sociedad de Inversiones Atlántida S.A., grupo de inversionistas chilenos conformado por:
  - Compañía de Inversiones Porvenir S.A.
  - Inversiones Andes
  - Constructora de Viviendas Económicas Pomaire S.A.
  - Bendersky y Fürst, Sociedad Limitada de Organización, Planificación y Construcción
- Companhia Brasileira de Participações e Investimentos (CBPI) - Veplan-Residencia, grupo de inversionistas brasileños conformado por:
  - Veplantec Industria de Construção Civil Ltda.
  - Ibirapuera Empresa de Shopping Centers Ltda.[4]

### Debate sobre el nombre (1979-1982)
El nombre del proyecto era «Parkennedy». Este nombre en inglés debió ser cambiado a raíz de una campaña en contra de nombres extranjeros en los edificios clave de la ciudad, emprendida por la Revista del Domingo del diario El Mercurio, dirigida por el periodista Luis Alberto Ganderats. La empresa promotora del proyecto utilizó el lema publicitario "La ciudad del futuro se construye aquí", anunciando no sólo un centro comercial, sino también un centro cultural, un hotel internacional de lujo, edificios de oficinas y departamentos en medio de un gran parque.
El alcalde de Las Condes, Alberto Labbé Troncoso, se reunió junto al periodista y al presidente de la empresa promotora del entonces llamado «Parkennedy», ingeniero Orlando Sáez, y se acordó el cambio de nombre. Originalmente, Labbé propuso el nombre «Parque Lautaro», en homenaje al estratega militar indígena, mientras el periódico sugirió el nombre definitivo, que sería publicado el 12 de agosto de 1979 en el suplemento dominical. La construcción del centro comercial se inició oficialmente el 11 de octubre de 1980, en plena fuerte crisis económica que obligó a ceder una parte del terreno y construir menos de lo originalmente planeado.

### Primeros años de funcionamiento (1982-1998)
Abrió sus puertas al público el 1 de abril de 1982, siendo inaugurado dicho día en una ceremonia a la que asistió el comandante en jefe de la Armada, José Toribio Merino, y el general director de Carabineros, César Mendoza, ambos miembros de la Junta Militar, y el ministro del Interior, Sergio Fernández Fernández.
Parque Arauco fue visto como un éxito del modelo neoliberal y de libre mercado sobre la sociedad chilena, instaurado tras las reformas establecidas por la dictadura militar. Para el año de su inauguración contaba con 140 locales, un supermercado Almac (posteriormente Express de Lider, cerrado en 2008), y dos tiendas de departamentos —la chilena-estadounidense Gala-Sears y la brasileña Muricy—, con un total de 32 000 m². En 1989 se amplió para construir un patio de comidas, mientras que en 1983 la tienda Gala-Sears había sido reemplazada por Falabella y en 1991 Muricy fue reemplazada por Almacenes París, siendo posteriormente complementadas por la llegada de Ripley. Ya en 1997 se inauguró un centro médico y en 1998 se construyó un multicine en el segundo piso.

### Boulevard del Parque, Distrito del Lujo y Bazar Gormet (2003-2019)

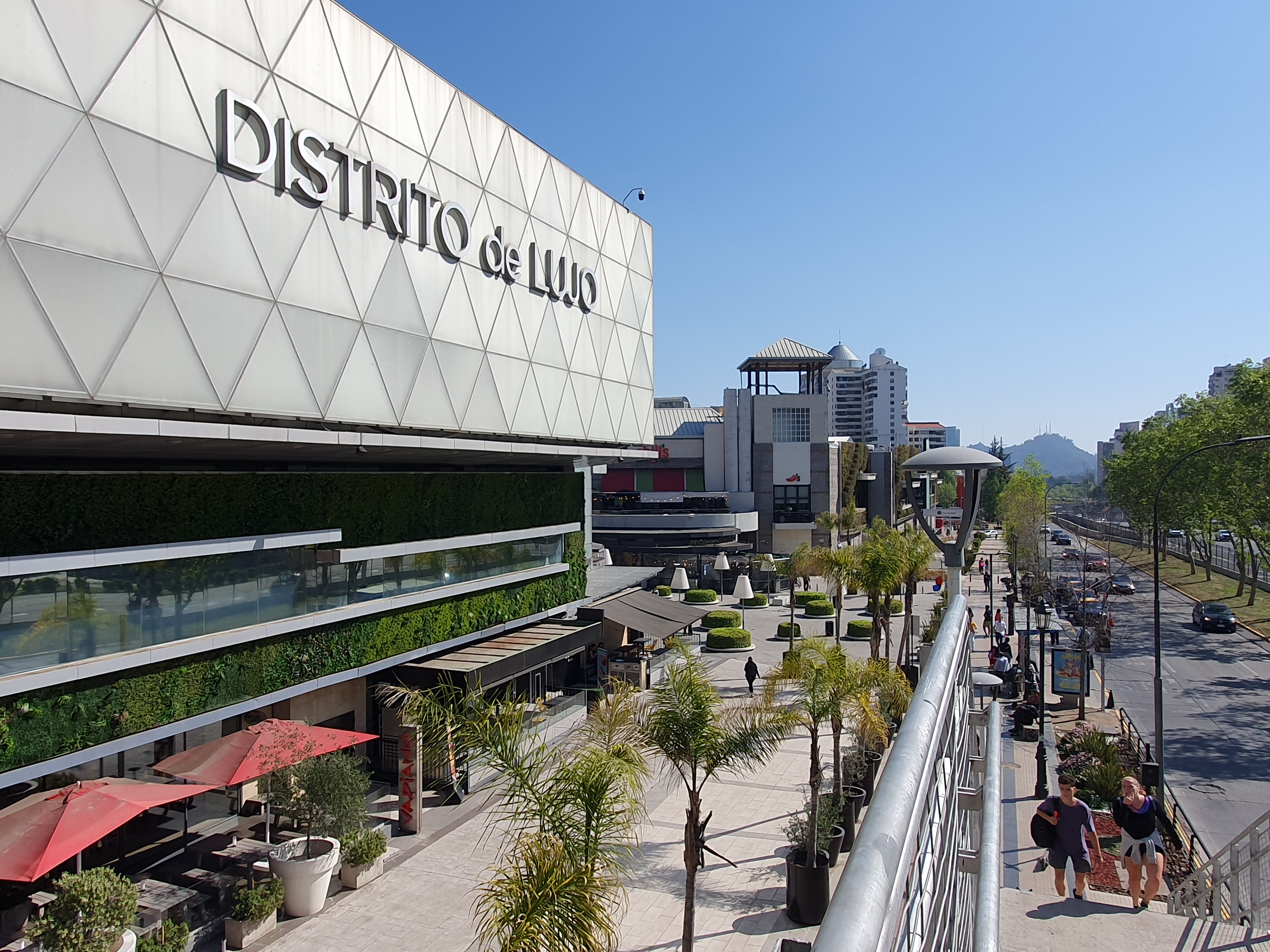
Distrito de Lujo en 2023

En 2003, el centro comercial se expandió nuevamente para abrir el «Boulevard del Parque», en donde comenzaron a aparecer diversas tiendas de diseño, restaurantes y el Teatro Mori. Siete años más tarde, el centro comercial promedió 27,5 millones de visitas anuales.
El 25 de octubre de 2013, fue inaugurado el «Distrito del Lujo», ubicado en el tercer nivel del mall, el cual cuenta con reconocidas marcas internacionales como Armani, Versace, Gucci, Burberry, Ermenegildo Zegna, Omega, Tiffany & Co., Dolce & Gabbana, Carolina Herrera, Longchamp, Salvatore Ferragamo, Louis Vuitton, Tory Burch, Tous, Jimmy Choo, Ralph Lauren, Michael Kors y Mont Blanc. El Distrito de Lujo contó con uno de los café de Armani llamado Emporio Armani Caffè Santiago.
El 17 de enero de 2019 se inauguró «Bazar Gourmet», un nuevo patio de comidas instalado en el Piso Diseño sumado al Distrito de Lujo, en el tercer nivel del centro comercial.

### Compra de Open Kennedy, Fase 2 Cerro Colorado y futura conexión con Metro (2019-)

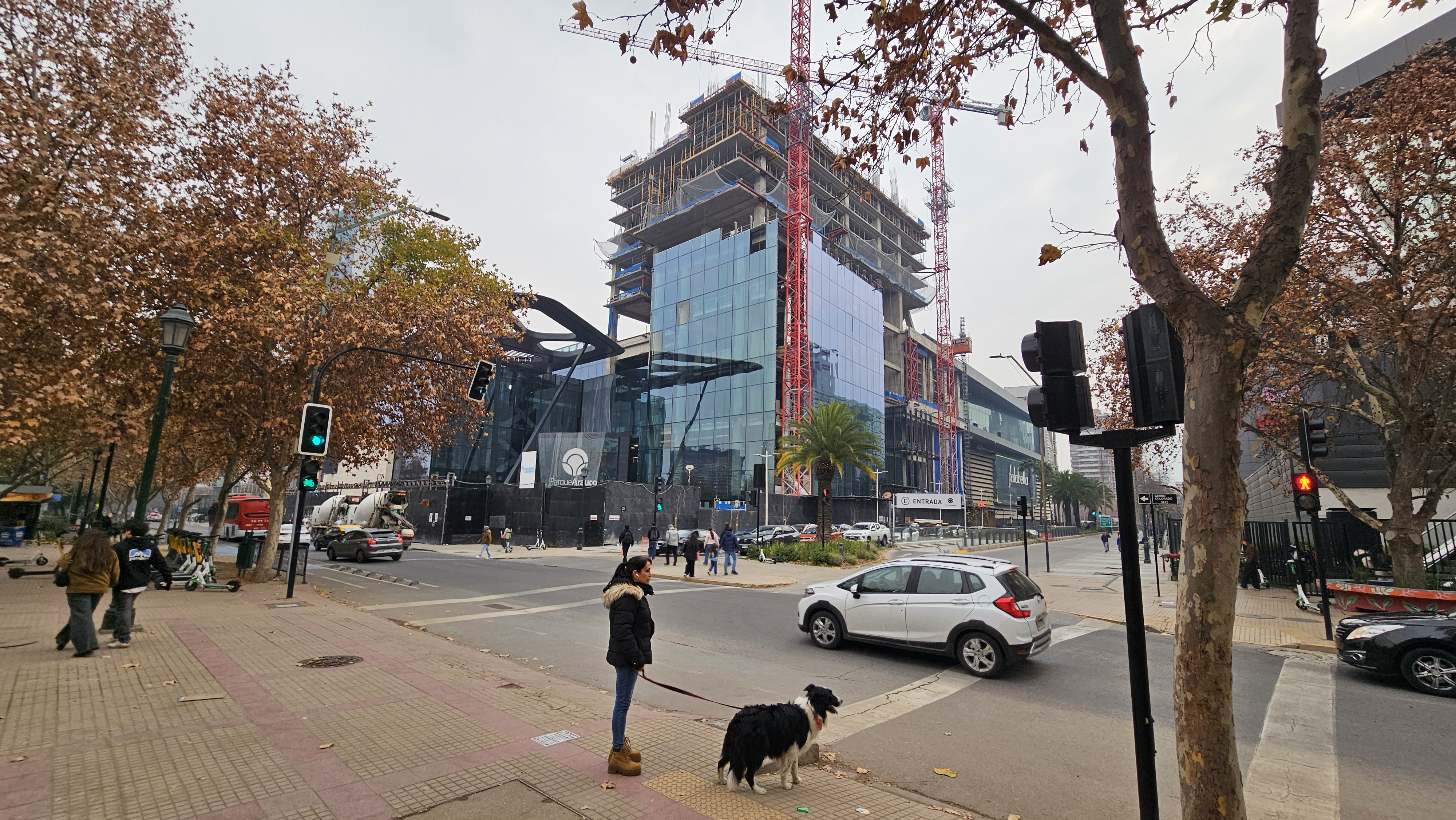
Estado de construcción de la ampliación del centro comercial en junio de 2025

En la cuenta pública de 2017, la presidenta Michelle Bachelet anunció la construcción de la nueva línea 7 del Metro de Santiago, cuyo trazado incluía una estación en la intersección de avenida Kennedy con Rosario Norte, en la esquina nororiente del centro comercial. En diciembre de ese mismo año, Metro de Santiago comunicó una serie de cambios en el trazado, incluyendo la relocalización de aquella estación en Cerro Colorado con Rosario Norte, al interior del Parque Araucano, y frente al centro comercial.
A comienzos de noviembre de 2021, Andrés Torrealba, CEO de Parque Arauco Chile, confirmó la construcción de «Fase 2 Cerro Colorado», un nuevo bloque en la esquina suroriente del centro comercial, que incluirá nuevos estacionamientos, tres niveles del centro comercial, un centro gastronómico y, encima, un edificio tentativamente destinado a oficinas.
El día 30 de ese mismo mes, se inauguró la tienda Falabella en su nueva ubicación, cuenta con cuatro niveles y 25 mil metros cuadrados. Es la tienda de su tipo más grande de Sudamérica. Ese mismo año, con unos 110 000 m2, el Mall Parque Arauco cuadruplicaba la superficie arrendable que poseía en un inicio.
A fines de marzo de 2024, Metro anunció que la futura estación Parque Araucano de la línea 7 del Metro de Santiago tendrá dos accesos secundarios desde Parque Arauco y Parque Arauco Oriente (entonces «Open Kennedy») en ambas veredas norte de la intersección de Rosario Norte con Cerro Colorado. Esta inversión asciende a los 8,2 millones de dólares y será íntegramente pagada por los centros comerciales.
El 28 de agosto de 2024, Falabella confirmó la venta del centro comercial Open Kennedy al vecino Mall Parque Arauco, sumando 54.000 m² de superficie comercial a este último. En abril de 2025, se concretó la adquisión total por un monto aproximado de 173 millones de dólares, convirtiéndose en la mayor inversión realizada por la empresa hasta ese entonces. La absorción del espacio colindante transformó al Mall Parque Arauco en el centro comercial con el mayor volumen anual de ventas del país: 814 millones de dólares.
Al momento de la venta, la empresa anunció para el segundo semestre de ese año la inauguración de los primeros espacios comerciales de la ampliación de 12.000 m² de la denominada «Fase 2 Cerro Colorado» de su plan maestro de expansión.
En febrero de 2025, el entonces CEO de Parque Arauco, Eduardo Pérez, informó que la «Fase 2 Cerro Colorado» pasaría de tres a siete pisos, incluyendo dos subterráneos de estacionamientos y 12.000 metros cuadrados de retail, cuya inauguración sería a fines de ese año. Mientras que la torre de oficinas de esa misma fase abriría al año siguiente.

## Incidentes

### Atentado de 1987
El 10 de octubre de 1987. un atentado con artefactos incendiarios afectó a las tiendas Falabella y Muricy, mediante dispositivos detonados a las 20:45 y 21:30; el fuego fue extinguido por personal de seguridad del centro comercial.

### Incendio de 2019
A pocos días de haber cumplido 37 años, el mall sufrió un incendio en el patio de comidas y la tienda Ripley, durante la madrugada del 3 de abril de 2019, el cual fue socorrido cerca de las diez de la mañana por diversas compañías de bomberos de Santiago.
Más de 200 personas fueron evacuadas tras el siniestro que comenzó durante la madrugada en el sector del patio de comidas y que afectó en total a nueve locales comerciales. El hecho ocasionó gran congestión durante la mañana en el sector, situación que fue monitoreada por el entonces alcalde de la comuna, Joaquín Lavín.

## Galería

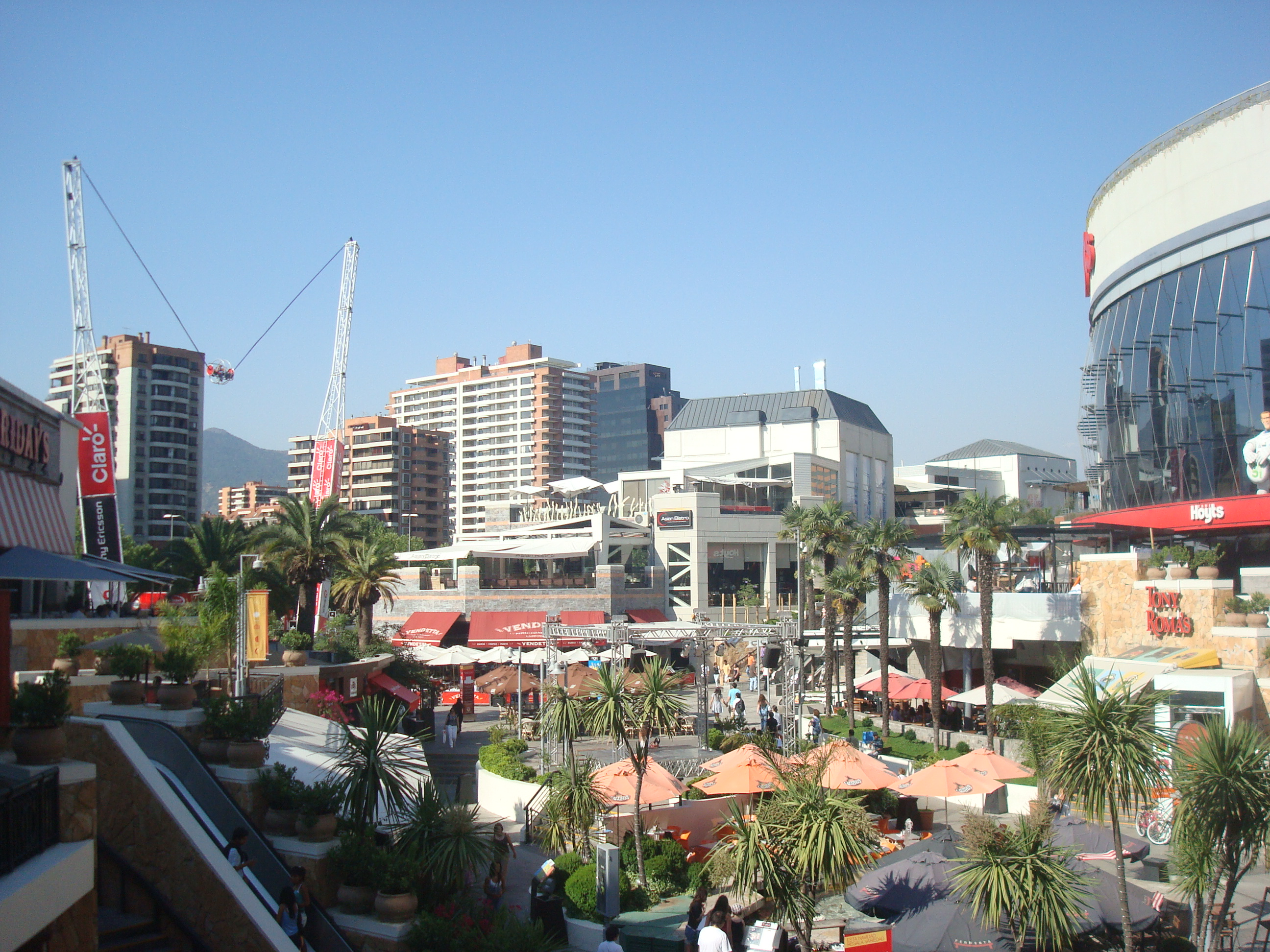
Boulevard en 2009
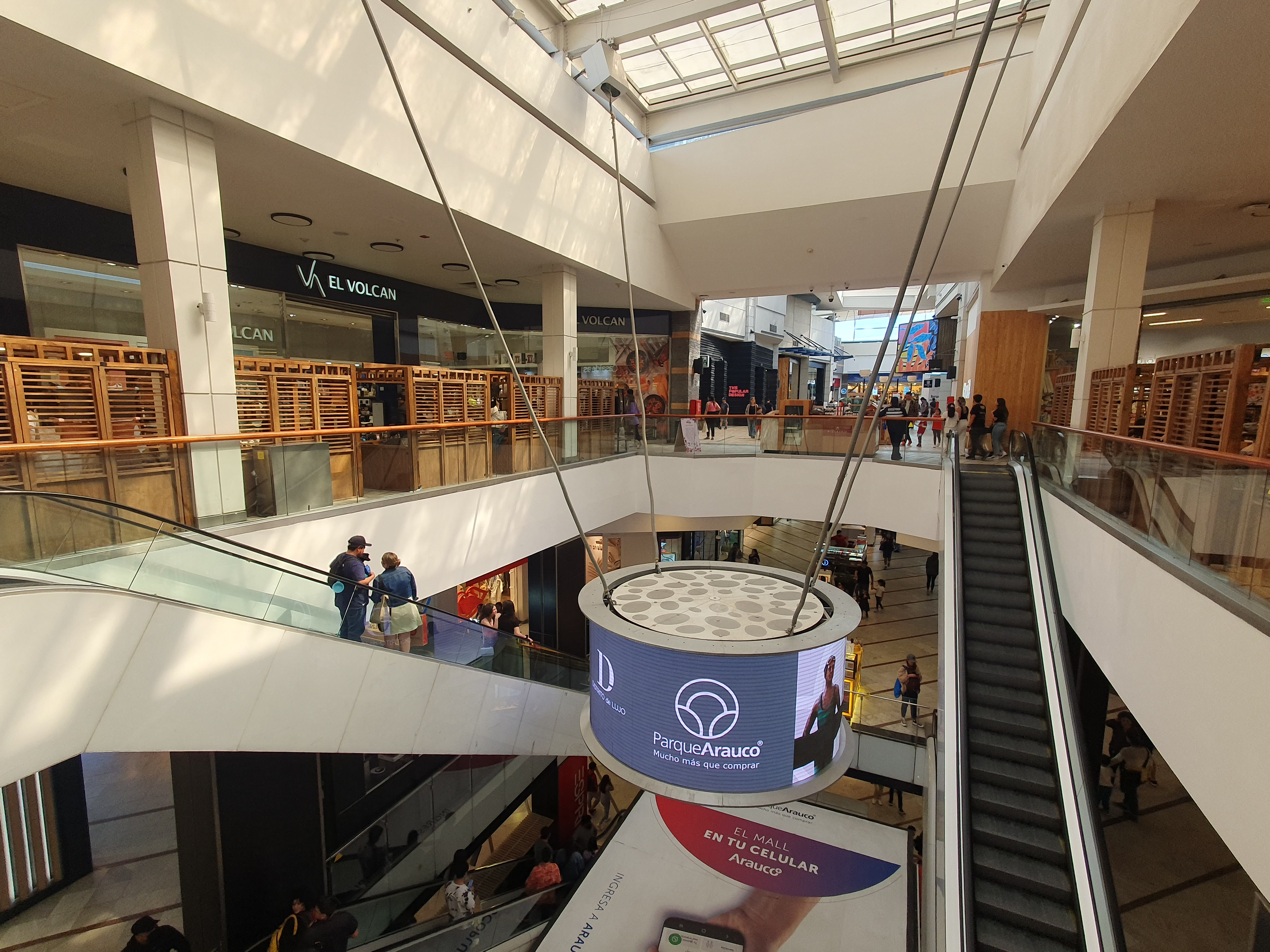
Interior visto desde el tercer piso en 2023
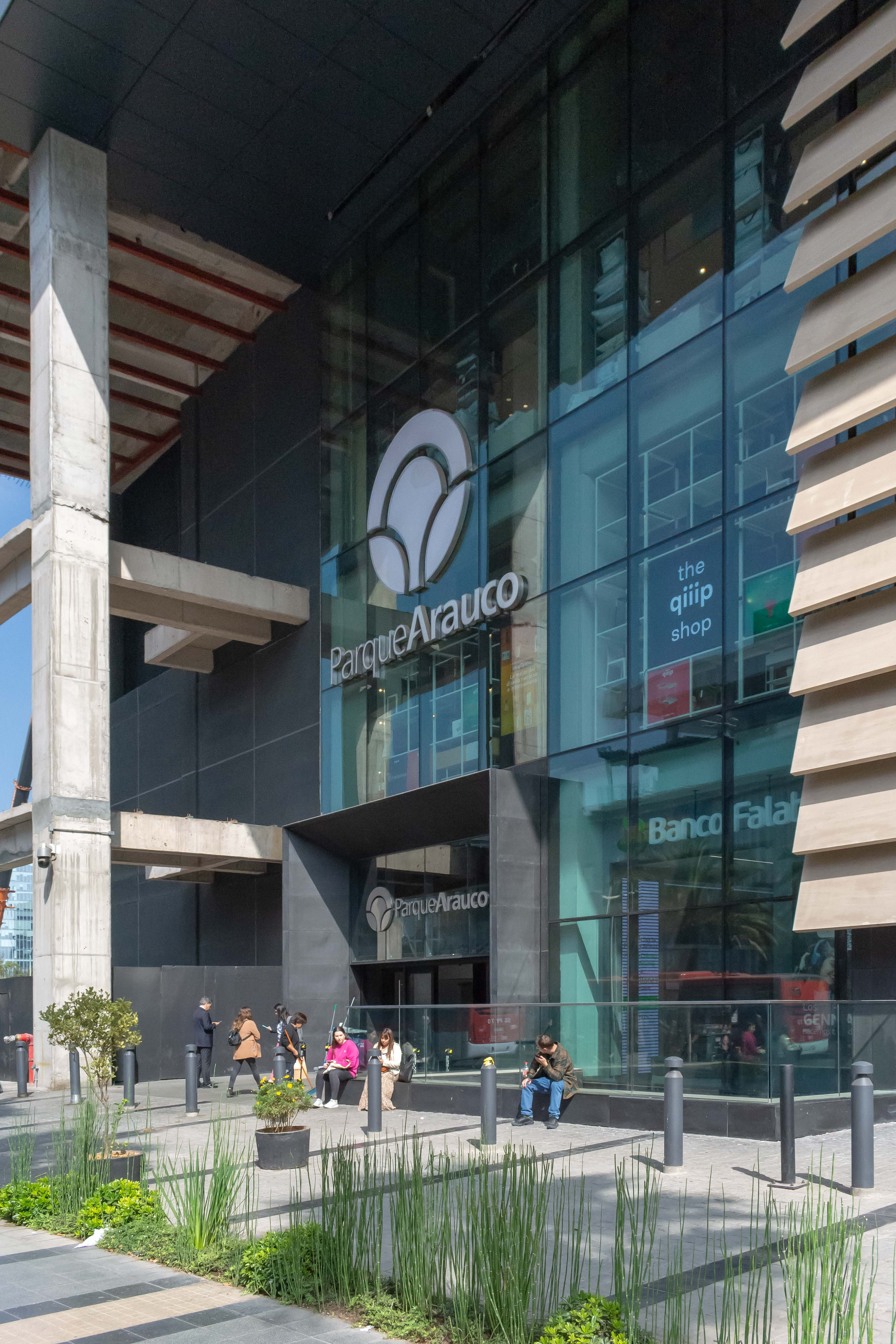
Acceso desde Rosario Norte en 2023
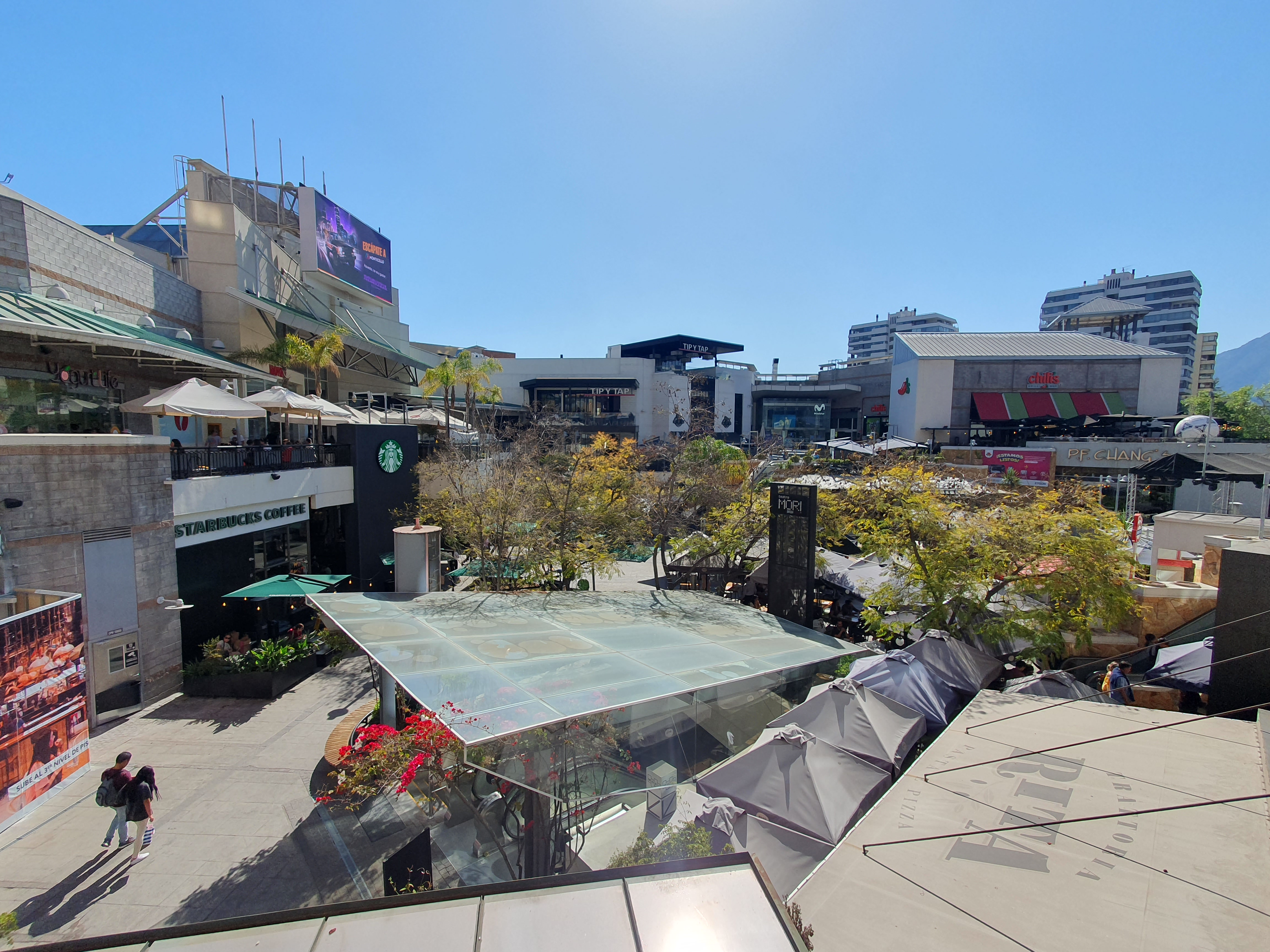
Boulevard en 2023
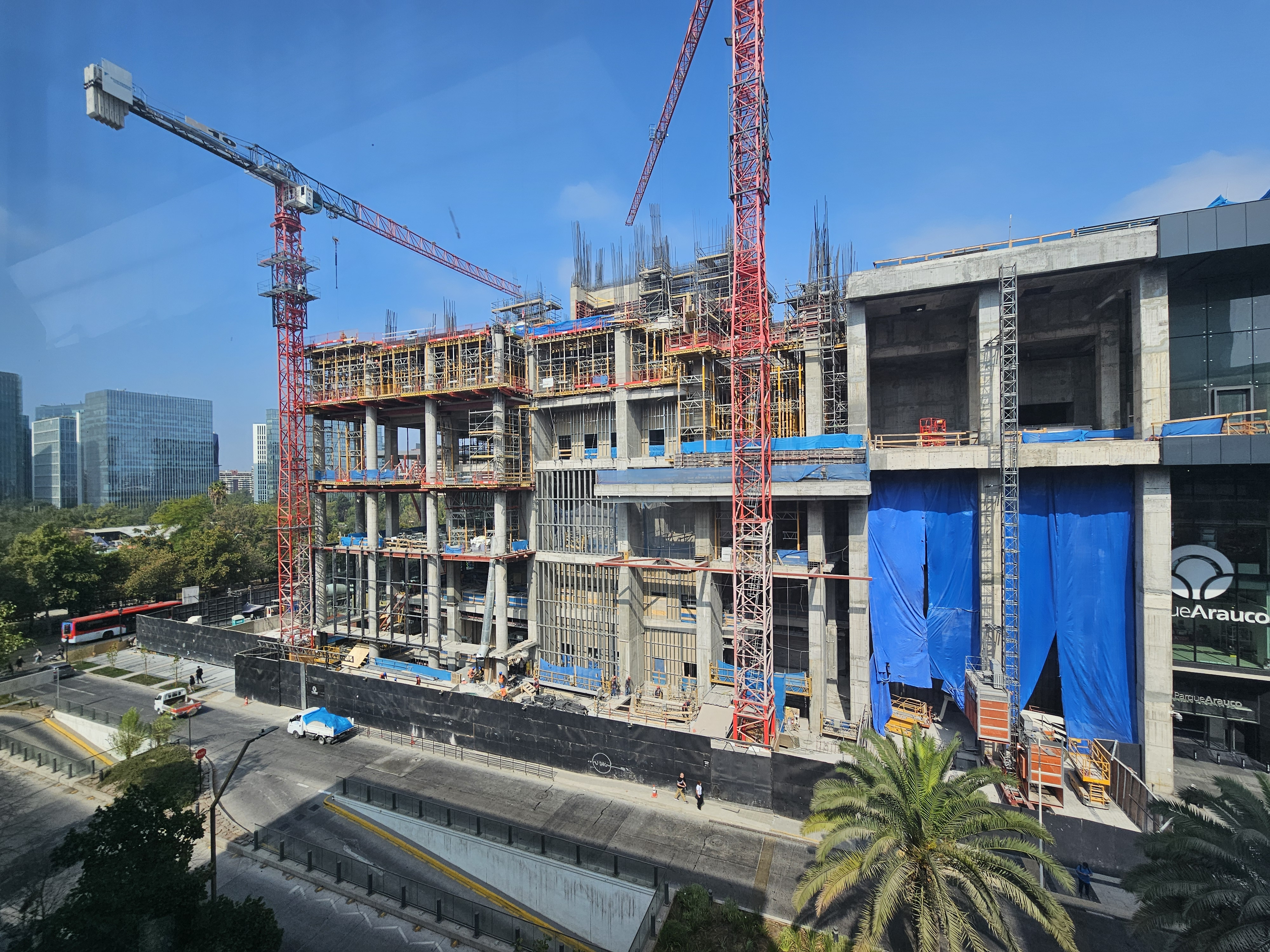
Estado de la construcción de la ampliación en 2025